# Mantispa cora
Mantispa cora is een insect uit de familie van de Mantispidae, die tot de orde netvleugeligen (Neuroptera) behoort. 
Mantispa cora is voor het eerst wetenschappelijk beschreven door Newman in 1838.